# Piúma
Piúma là một đô thị thuộc bang Espírito Santo, Brasil. Đô thị này có diện tích 73,504 km², dân số năm 2007 là 15682 người, mật độ 213,35 người/km².